# Caranx latus
 Caranx latus és un peix teleosti de la família dels caràngids i de l'ordre dels perciformes.

## Morfologia
Pot arribar als 101 cm de llargària total i als 13,4 kg de pes.

## Distribució geogràfica
Es troba des de les costes de l'Atlàntic occidental (des de Nova Jersey -Estats Units-, Bermuda i el nord del Golf de Mèxic fins a São Paulo -Brasil-) i de l'Atlàntic oriental.